# Đình làng Nam Bộ

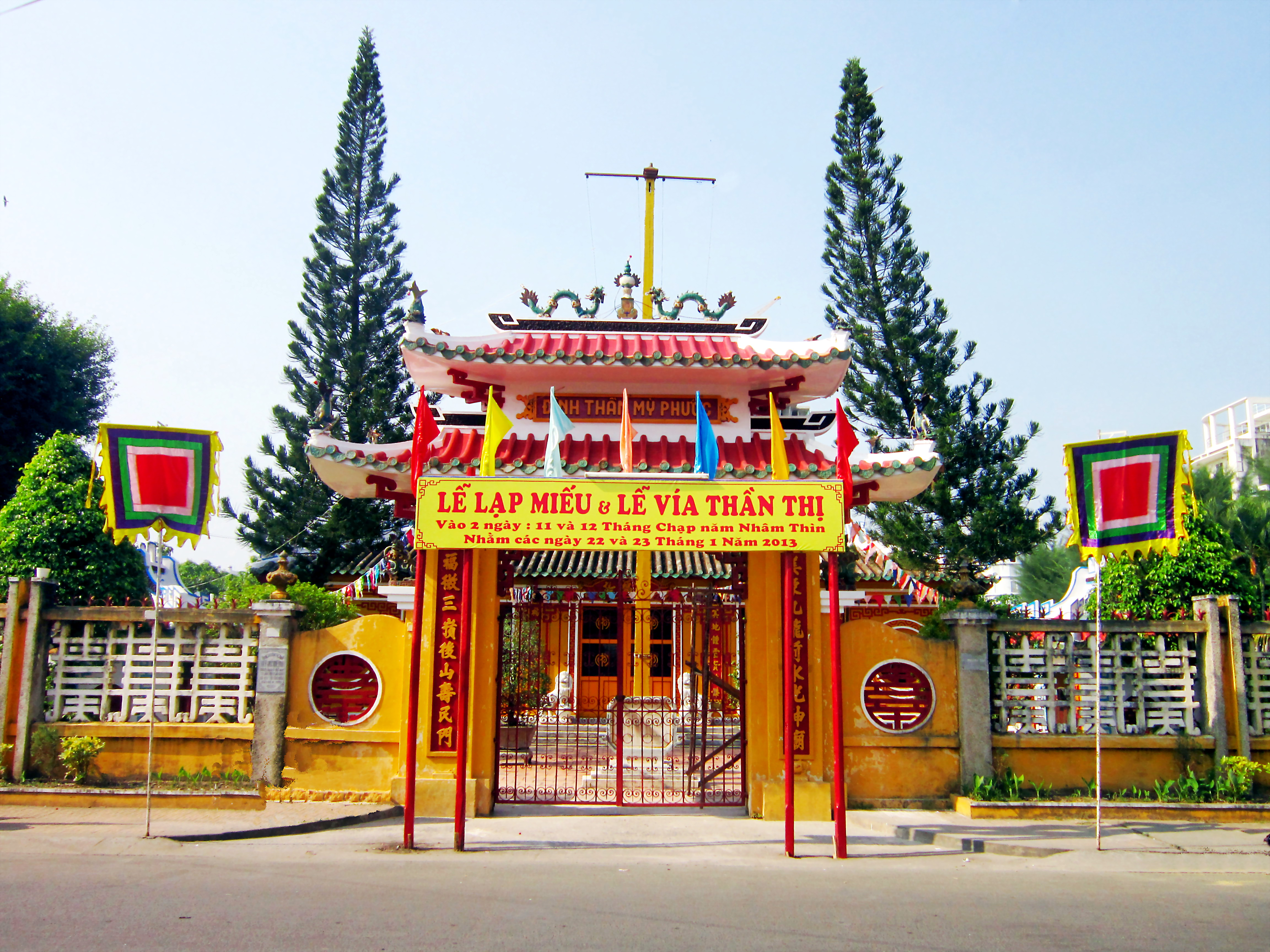
Đình Mỹ Phước

Đình làng Nam Bộ (người miền Nam hay gọi tắt là đình thần) là nơi thờ thần Thành hoàng, vị thần chủ tể trên cõi thiêng của thôn.  
Nhìn chung ở Nam Bộ (Việt Nam), sau khi mỗi xã được hình thành và tương đối ổn định, thì tùy theo cuộc đất, tiền bạc và công sức đóng góp của cư dân, mà tiến hành xây dựng một ngôi đình. Từ đó, ngôi đình tồn tại, phát triển, biến đổi qua các giai đoạn lịch sử khác nhau của cộng đồng ấy. 

## Kiểu thức

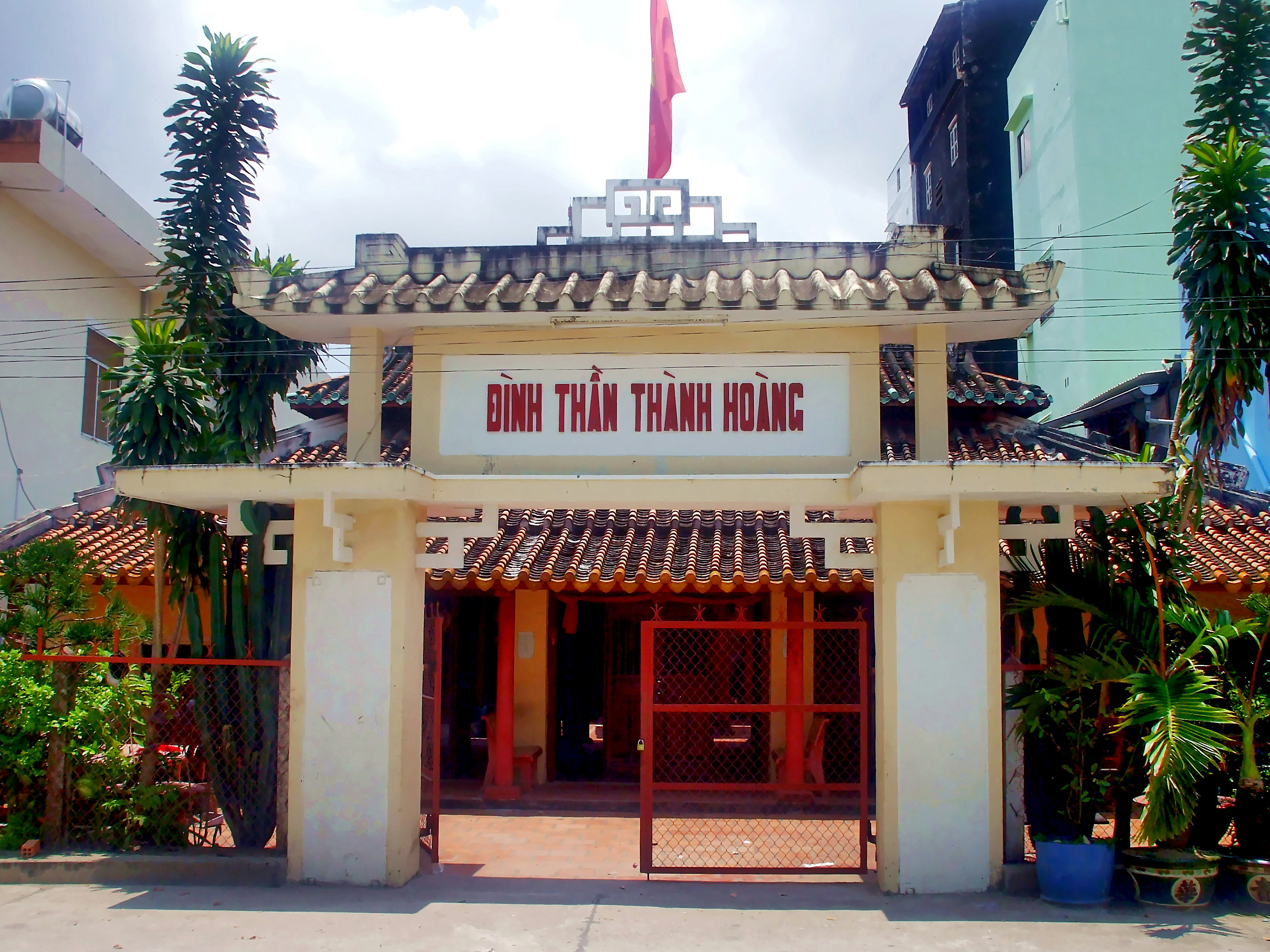
Đình Mỹ Đức (Hà Tiên)

Không như ngôi đình ngoài Bắc là một kiến trúc gỗ đồ sộ, gồm 5-7 gian; ngôi đình Nam Bộ thường là một quần thể kiến trúc gỗ, gồm nhiều ngôi nhà sát liền nhau theo kiểu sắp đọi; và thường được xây dựng ở vị trí cao ráo, tiện việc đi lại, ít bị chi phối bởi thuật phong thủy.
Ngày nay, đình thần Nam Bộ có lối kiến trúc khá đa dạng, bởi sau khi bị hư hại bởi thời gian và chiến tranh; kiểu thức truyền thống chẳng còn lại bao nhiêu. Tuy đã ít nhiều thay đổi, nhưng một ngôi đình ở Nam Bộ, lần lượt từ ngoài vào trong đại để như sau:
- Cổng đình có kiểu dáng không chừng. Cổng đẹp thì có trụ cột, trên có mái lợp ngói, hoặc trên hai trụ có đặt cặp lân bằng sành tráng men.
- Bình phong nằm chính giữa phía trước sân đình. Mặt bình phong thường đắp nổi hoặc vẽ cảnh cọp vàng (hoàng hổ) đứng bên gộp đá lởm chởm, có một cây cổ thụ gie cành lá; hoặc cảnh long mã chở cái phù đồ, hoặc cảnh long hổ hội (cọp dưới đất ngước lên nhìn rồng đang bay ẩn trong mây nhìn xuống); cốt để biểu thị âm dương hòa hợp.

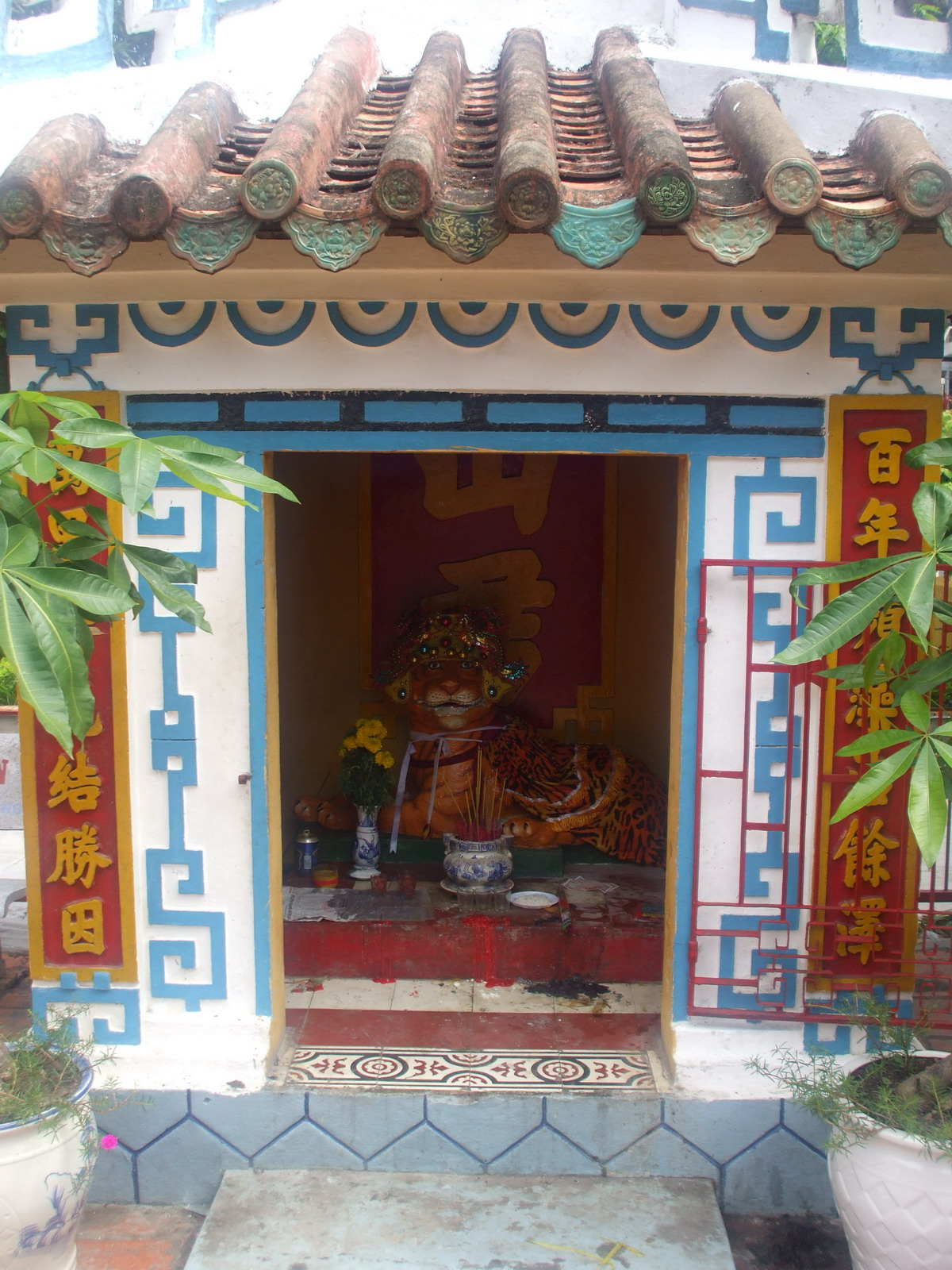
Miễu thờ Thần hổ ở đình Mỹ Phước.

- Sân đình thường có đàn thờ Thần Nông (tức Tắc thần), có nơi lập đàn tế chung với thần Thần Đất (tức Xã thần) gọi là đàn Xã Tắc[2]. Hai bên đàn thường là các miễu thờ cọp (Chúa xứ Sơn quân), miễu thờ Hội đồng hoặc miễu thờ nữ thần (có thể là một trong các nữ thần sau: Năm Bà ngũ Hành, Chúa Xứ Nguyên Nhung, Linh Sơn Thánh Mẫu, Chúa Tiên, Chúa Ngọc...).
- Ngôi đình chính thường là ba hoặc nhiều nếp nhà tứ trụ (tức nhà vuông có 4 cột cái, một gian, hai chái), cùng kiểu cùng cỡ, bố trí theo kiểu "trùng thềm điệp ốc". Mái đình thường lợp ngói âm dương hoặc ngói ống kiểu Trung Quốc, ngói kiểu vảy cá (kiểu Pháp, có sau năm 1920); trên nóc thường gắn những hình sành tráng men màu như Lưỡng long tranh châu, chim phượng ngậm cuốn thư, lân mẹ dạy lân con, cá hóa long, bát tiên, ông mặt trời, bà Mặt Trăng, con nạ (một loài thủy quái theo truyền thuyết); nhằm tượng trưng cho âm dương hòa hợp, sung túc, thiêng liêng.

Bên trong mỗi đình có cách phân chia hơi khác nhau, nhưng thường là có ba gian chính:
-Vỏ ca (gian trước), dành làm nơi xây chầu và hát tuồng vào mỗi dịp lễ Kỳ yên.
-Vỏ qui còn gọi vỏ cua hay nhà chầu (gian giữa), có nơi như Đình Phú Nhuận (Thành phố Hồ Chí Minh), đặt bàn thờ Hội đồng ngoại; có nơi như Đình Mỹ Phước (Long Xuyên, An Giang) đặt bàn thờ 18 đời vua Hùng, bàn thờ Chủ tịch Hồ Chí Minh; và cũng có nơi dùng làm chỗ cho các chức sắc chầu lễ, cầm chầu (mỗi khi hát Bội) hoặc hội họp.
-Chính điện hay Chính tẩm (gian cuối), là gian được coi là mỹ thuật nhất ở đình, gồm hoành phi, câu đối, khám thờ, các bao lam và các mảng phù điêu... Tất cả đều được chạm khắc, sơn son thiếp vàng đẹp đẽ, tinh tế. Ở gian này, đối tượng thờ chính là Thành Hoàng làng, có nơi như Đình Mỹ Phước có thờ thêm Hội đồng nội.
Ngoài ra, ở hiên phụ (cất dọc theo các gian chính), có thờ thêm Tả ban, Hữu Ban, Tiên sư, Tiền hiền, Hậu hiền... Và tùy theo diện tích đình, mà có thể có thêm:
-Nhà hậu hay nhà hội, để hương chức, ban tế tự hội họp; để dân làng qui tụ chuẩn bị lễ cúng tế.
-Nhà trù (nhà bếp) và nhà ở của ông Từ giữ đình v.v...

## Bày trí

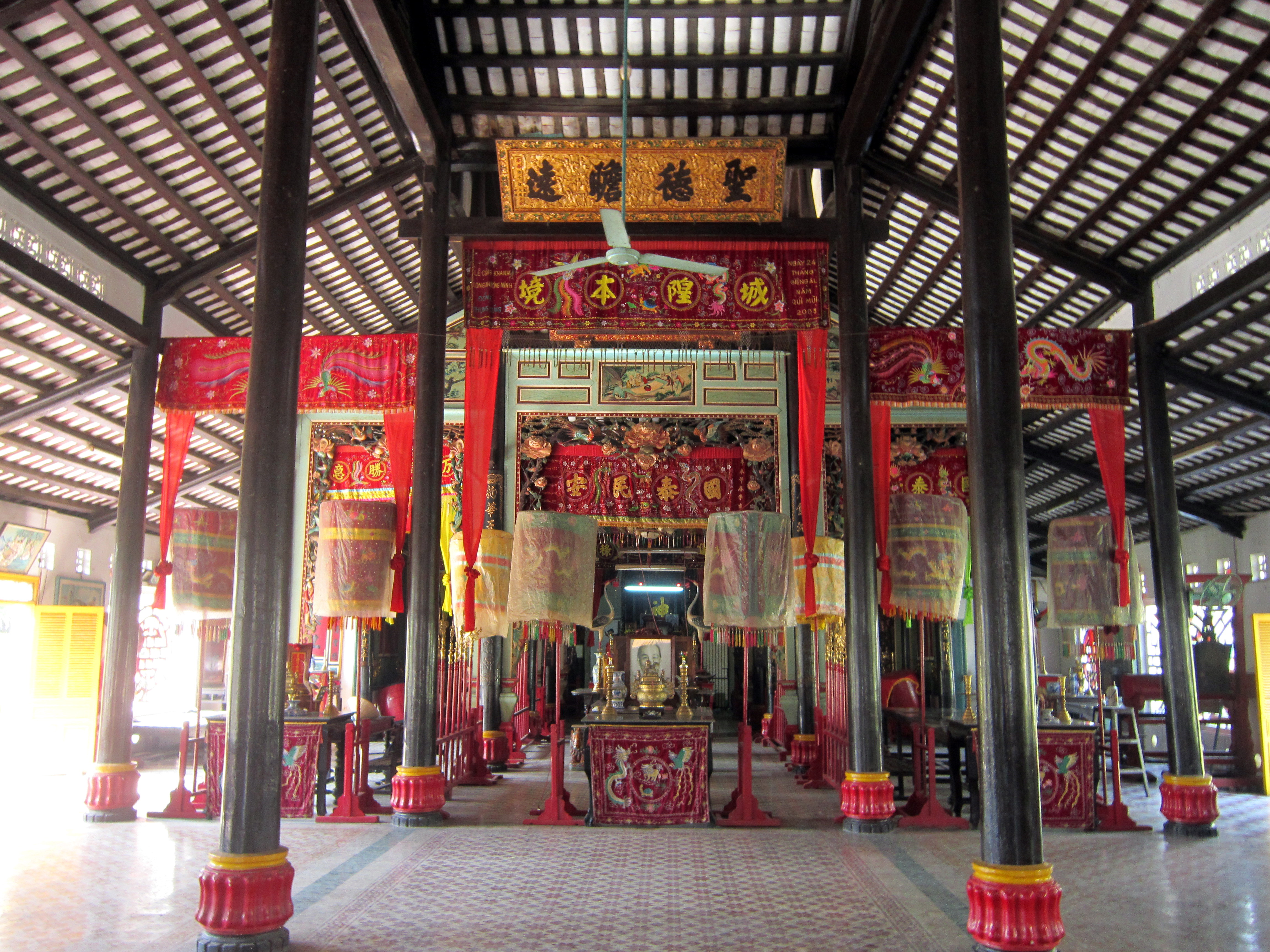
Bên trong đình Mỹ Phước

Tuy mỗi nơi có đôi chút dị biệt, nhưng việc bày trí thờ thần ở đình phải tuân thủ mấy nguyên tắc sau. Theo học giả Nguyễn Văn Tố thì:
- Câu đối ở đình chỉ trạm triện rồng hoặc tứ linh (long, lân, quy, phụng).
- Bát bửu là tám món quý báu gồm: bút, sách, quạt, gươm, lẵng hoa, đàn và sáo, bầu rượu, túi thơ. Có nơi là: pho sách, ngọc như ý, cuốn thư, lẵng hoa, bầu rượu, đàn tỳ bà, quạt, phất trần.
- Cửa võng (bao lam) thường chạm lưỡng long chầu nguyệt (hai con rồng chầu Mặt Trăng), hoặc là lục long ngự thiên (sáu con rồng bay về trời), ngũ phụng hàm thư (năm con phụng ngậm tờ thư).
- Bàn thờ thần Thành hoàng có ngai chạm hai con rồng, với cái long vị hình chữ nhật (thần vị) mô phỏng dáng người ngồi, ghi tên hiệu của thần... Trước long vị, đặt cái gương nhỏ, tượng trưng cho cái hốt mà vị quan cầm che trước mặt mỗi khi vào chầu vua. Ngoài ra, ở đây còn có tráp đựng sắc phong[4], tam sự hoặc ngũ sự (Tam sự là cái lư để đốt trầm và hai cái chân đèn. Ngũ sự thì có thêm hai ống cắm nhang), bình, khay, kỷ tam sơn là ba khối vuông (khối giữa nhô lên) dùng để lư hương, trầu, rượu, gợi bóng dáng ba ngọn núi.

Ở đây còn có vài tàn lọng, cờ vía, đồ lỗ bộ, mũ cùng quần áo thờ. Hai bên hương án thường là đôi hạc đứng trên lưng rùa. Nếu thần là quan võ, có nơi còn có chưng cái giá, trên để ba thanh gươm cán dài, gọi là gươm vía hoặc gươm cẩn và ngựa... Chiêng trống là dụng cụ cần thiết khi tế lễ. Cái mõ là một khúc cây dài khoét bọng, dấu ấn của thời xưa, dùng để đánh lên báo động khi trong làng xảy ra hỏa hoạn, hoặc có giặc cướp...

## Tế lễ
Tùy theo tập quán của từng địa phương, không nơi nào giống hệt nơi nào, nhưng nhìn chung ở đình Nam Bộ thường diễn ra các cuộc lễ như sau:
- Lễ Niêm ấn và lễ Khai sơn[6]:

Xưa, vào ngày 25 tháng Chạp, hương chức làm lễ rửa con dấu, bỏ vào hộp niêm kín. Kể từ ngày này, công việc hành chính đều đình chỉ cho đến mồng 7 tháng Giêng. Lễ Khai sơn (hay Khai hạ, Khai ấn), được tổ chức vào ngày mồng 7 tháng Giêng. Xưa ngày này có lễ Hạ nêu và lễ Khai ấn. Hương chức làm lễ làm lễ Khai sơn xong, thì lấy cuốc bổ vài nhát tượng trưng gọi là động thổ, cho dân theo đó mà khởi sự cày cấy, trồng trọt; và các công việc hành chính trở lại bình thường.
- Lễ Bầu ông: Thuở Nam Bộ còn hoang vu, nhiều người sợ cọp nên mỗi làng chỉ cử đến Hương chủ, vì chức Hương cả phải nhường cho cọp (tục lệ này có ghi trong Minh điều hương ước ban hành năm 1852). Và bởi cọp là hương chức đứng đầu, nên hàng năm, tùy theo đình chọn ra một ngày[7] để làm lễ "Bầu ông": cúng một con heo trắng, kèm theo một tờ cử hương chức. Gần đây, tục cúng Cả cọp vẫn còn nhưng chỉ nhằm cầu an cho bá tánh.
- Lễ Tam Nguyên (hay Tam Ngươn): là lễ cúng vào ba ngày rằm lớn: tháng Giêng, tháng Bảy và tháng Mười.
- Lễ Hạ điền và Thượng điền: Đây là hai lễ lớn trong năm (Xuân Thu nhị kỳ). Hai lễ này chính là sự biến đổi từ tập tế xuân (Xuân tế) và tế thu (Thu tế). Ở Nam Bộ, lễ Hạ điền, được cử hành vào đầu mùa mưa, có ý nghĩa như khai trương việc cày cấy, trồng trọt. Lễ Thượng điền, được cử hành vào cuối mùa mưa, lúc mùa màng đã có kết quả. Hai lễ này mang tính chất lễ nghi nông nghiệp rõ rệt. Bên cạnh việc cầu Quốc thái dân an, Thiên hạ thái bình; là lễ cúng Thần Nông, Hậu Tắc, Vũ Sư, Phong Bá, Điển Di... Thông thường, lễ Hạ điền long trọng hơn lễ Thượng điền.

Ngoài ra ở đình Nam Bộ còn có các lễ nhỏ khác như Giỗ hậu và Giỗ các anh hùng lịch sử, lễ vía Bà (các nữ thần được phối tự); và các lễ khác gọi chung là Tứ thời tiết lạp, gồm: Nguyên Đán, Hàn Thực (3 tháng Ba âm lịch), Thanh Minh (trong khoảng tháng Ba âm lịch), Trung Thu (rằm tháng Tám âm lịch), Trùng Cửu (mồng 9 tháng Chín âm lịch), Trùng Thập (mồng 10 tháng Mười âm lịch), Trừ Tịch (30 tháng Chạp âm lịch)...
- Lễ Kỳ yên

Bài chính: Lễ Kỳ yên
Đây là lễ chính trong năm. Lệ phổ biến là 3 năm cúng lớn một lần, gọi là Đại lễ Kỳ yên (Tam niên đáo lệ Kỳ yên). Sách Gia Định thành thông chí chép lễ này như sau:

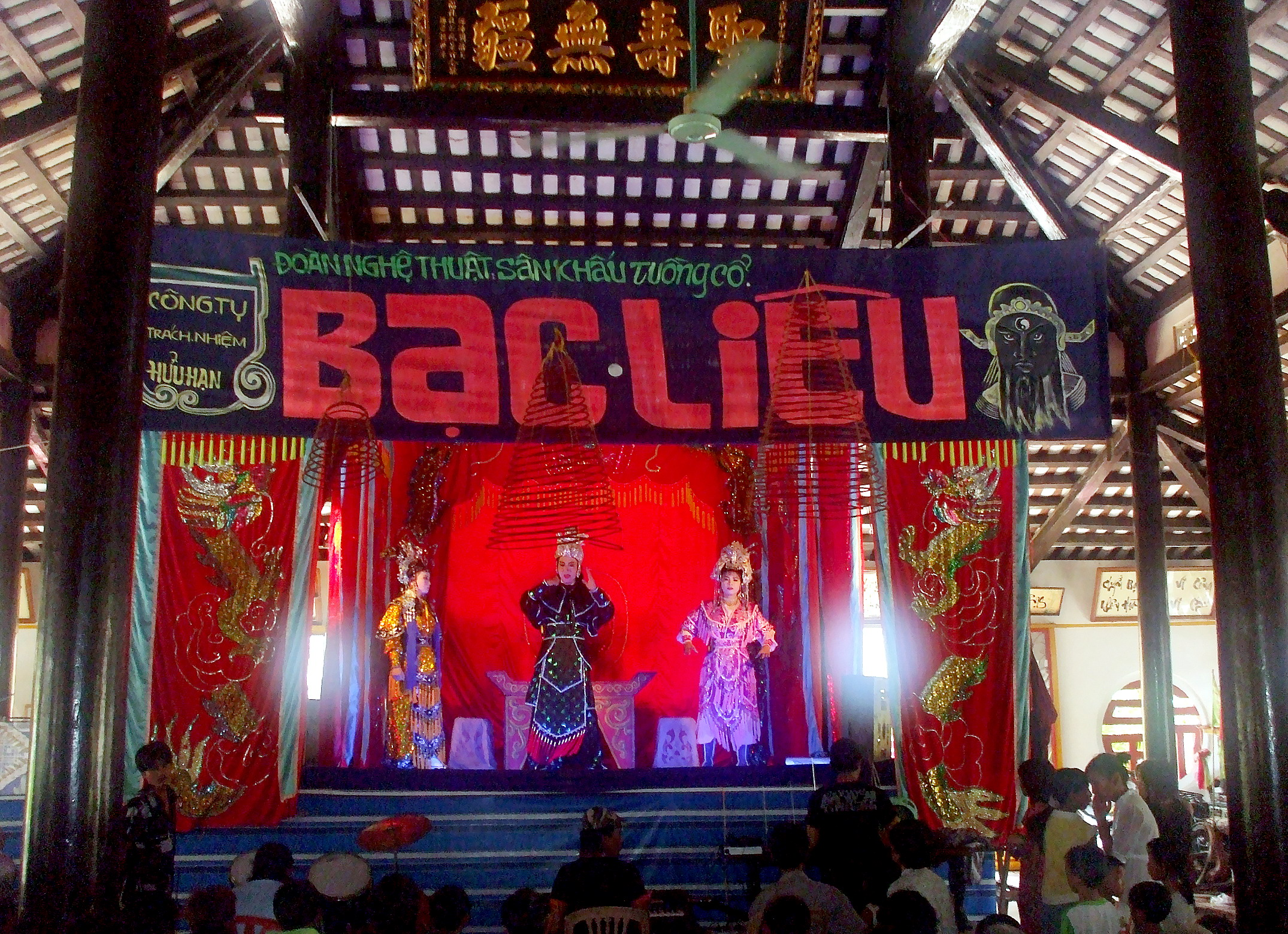
Hát tuồng trong lễ Kỳ yên tại đình Mỹ Phước năm 2010

Mỗi làng (ở Nam Bộ) có dựng một ngôi đình, ngày cúng tế phải chọn cho được ngày tốt, đến buổi chiều ngày ấy lớn nhỏ đều nhóm tại đình, họ ở lại suốt đêm ấy, gọi là túc yết. Sáng ngày mai học trò lễ mặc áo, mão, gióng trống khua chiêng làm lễ chánh tế, ngày sau nữa làm lễ dịch tế, gọi là đại đoàn, lễ xong lui về. Ngày giờ cúng tế tùy theo tục từng làng không đều nhau, hoặc lấy tháng giêng cầu phúc gọi là Tế xuân, hoặc lấy tháng 8, 9 báo ơn thần là Tế thu, hoặc lấy trong 3 tháng mùa đông là tế tròn năm thành công. Tế chưng, tế lạp chạp là đáp tạ ơn thần. Việc tế đều có chủ ý chung gọi là Kỳ yên. Ngoài tế phẩm ra có mổ trâu, bò, và ca hát hay không ấy là tùy lệ từng làng, việc ngồi có thứ tự đều nhượng cho vị hương quan ngồi trên, hoặc làng nào có học thức thì làm theo lễ Hương ẩm tửu, cùng giảng quốc luật và hương ước, ấy gọi là làng có tục tốt. Cũng trong ngày ấy xét sổ sách làng coi trong một năm ấy thâu nạp thuế khóa, tiêu dịch, lúa tiền thiếu thế nào, ruộng nương được mất thế nào trình bày tính toán công khai; rồi cử người chức sự làm việc làng và cũng bàn giao chức vụ trong ngày ấy.

## Ban quý tế

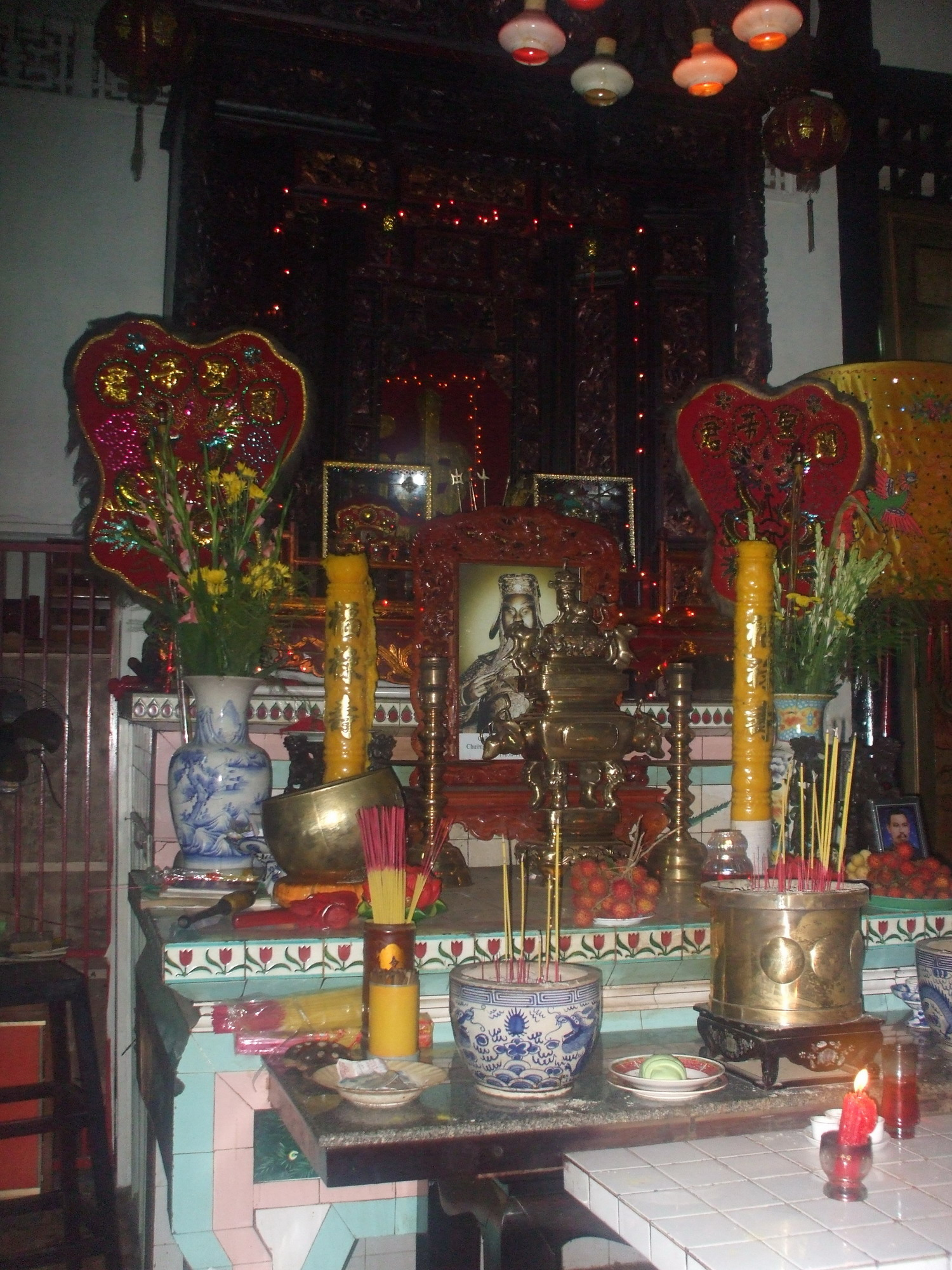
Bàn thờ thần Thành hoàng Nguyễn Hữu Cảnh ở đình Mỹ Phước

Tên cũ là Ban Hương chức hội tề, hay Ban tế tự, gồm nhiều người có đạo đức tốt, có nhiều cống hiến cho đình, cho làng. Theo nhà nghiên cứu Trương Ngọc Tường thì đại khái chia ra làm ba loại hương chức:
- Hương chức loại 1: tức hương chức Hội chánh, gồm có: Kế hiền (Hội trưởng); Chánh bái (hay Chánh niệm hương), Phó bái, Bồi bái, Tiên bái (bốn chức chung lo việc ngoại vụ); Chánh tế, Phó tế, Bồi tế (ba chức chung lo việc nội vụ).
- Hương chức loại 2: tức hương chức Hội tề, gồm có: Giáo sư (cố vấn mọi mặt), Hương quan (cố vấn nghi lễ, tục lệ), Hương lễ (chỉ huy ban lễ sinh), Hương nhạc (chỉ huy ban nhạc lễ), Hương văn (soạn thảo văn tế), Hương ẩm (tổ chức tiệc tùng), Thủ bổn (lo việc sổ sách và kiểm tra lễ vật), Thủ từ (giữ đình, lo việc đèn nhang mỗi ngày).
- Hương chức loại 3: tức hương chức Hội hương hay Ngoại hội tề, gồm những người phụ giúp việc đình miếu.

Một điều khác lạ là ở Nam Bộ, dù là người đỗ đạt cao hay làm quan to thì cũng chỉ là khách quý khi về dự cúng đình chứ không được đứng làm chủ tế. Hội đình Bình Thủy là một trong 3 hội đình lớn nhất miền Tây.
Một điều khác nữa là ở Nam Bộ không hề phân biệt dân cố cựu, dân ngụ cư. Dân mới cư ngụ đôi ba năm, vẫn có thể được cử làm hương chức. Và ở đây cũng không hề có trường hợp bắt họ phải làm "thằng mỏ".
Có thể nói Ban quý tế đình miếu ở Nam Bộ là một tổ chức bảo vệ văn hóa truyền thống ở nông thôn. Tuy có nơi, họ bị mang tiếng là bọn xôi thịt; nhưng đa phần đều là những người đáng kính, bởi họ thường gia nhập một cách tự nguyện, tự giác, bổn phận nhiều hơn quyền lợi.

## Ý nghĩa
Đình là thiết chế văn hóa tín ngưỡng của làng xã thời xưa, là nơi thờ thần Thành hoàng, được sắc phong theo ý nghĩa là thần phù hộ cư dân một làng. Ngoài ra, ngôi đình còn là nơi thờ các vị phúc thần, thần linh, danh nhân lịch sử, Tiền hiền, Hậu hiền (những người có công thành lập và xây dựng làng xã); là nơi dân làng đến lễ bái cầu mưa thuận gió hòa, xóm làng yên ổn, là nơi tụ họp dân làng, yến ẩm, vui chơi... Trong một giai đoạn ngắn của lịch sử hành chánh, ngôi đình còn là trụ sở hành chánh của làng xã.
Trích thêm nhận định của các nhà nghiên cứu:
- Sơn Nam:

Xây dựng đình làng là nhu cầu tinh thần, có đình thì mới tạo được thế đứng, gắn bó vào cộng đồng dân tộc và càn khôn vũ trụ; bằng không thì chỉ là lục bình trôi sông, viên gạch rời rạc, một dạng "lưu dân tập thể", mặc dù làng lắm gạo nhiều tiền...
- Sách Kiến thức phục vụ thuyết minh du lịch:

Ngôi đình ở Nam Bộ gần như thống nhất từ đầu với lịch sử ngôi làng ngay từ lúc mới thành lập. Công trình này là nhân chứng và là một lực lượng (ít nhất là về tinh thần) vào sự hình thành, phát triển của vùng đất mới này. Ngoài ra, đình còn biểu hiện sinh hoạt luân lý, đoàn kết, hội hè của những kẻ tha phương...
- Nguyễn Đăng Duy:

Đình Nam Bộ không có ruộng công. Kinh phí cho hoạt động thờ thần, hội làng đều do các các nhà hảo tâm, do dân làng tự nguyện đóng góp.
Đặc biệt, ở đây việc ăn uống, chỗ ngồi không bị phân ra ngôi thứ quá khắt khe như ở các đình đền ngoài Bắc. Cái khác nữa, là các đình ở ngoài Bắc, thường chỉ thờ một nhân thần hoặc một nhiên thần; còn ở Nam Bộ, đình là trụ sở của một tập hợp thần linh đa tạp. Tất cả được hỗn dung tổ hợp từ nhiều nguồn, nhiều phía. Có thể tạm phân ra như sau:

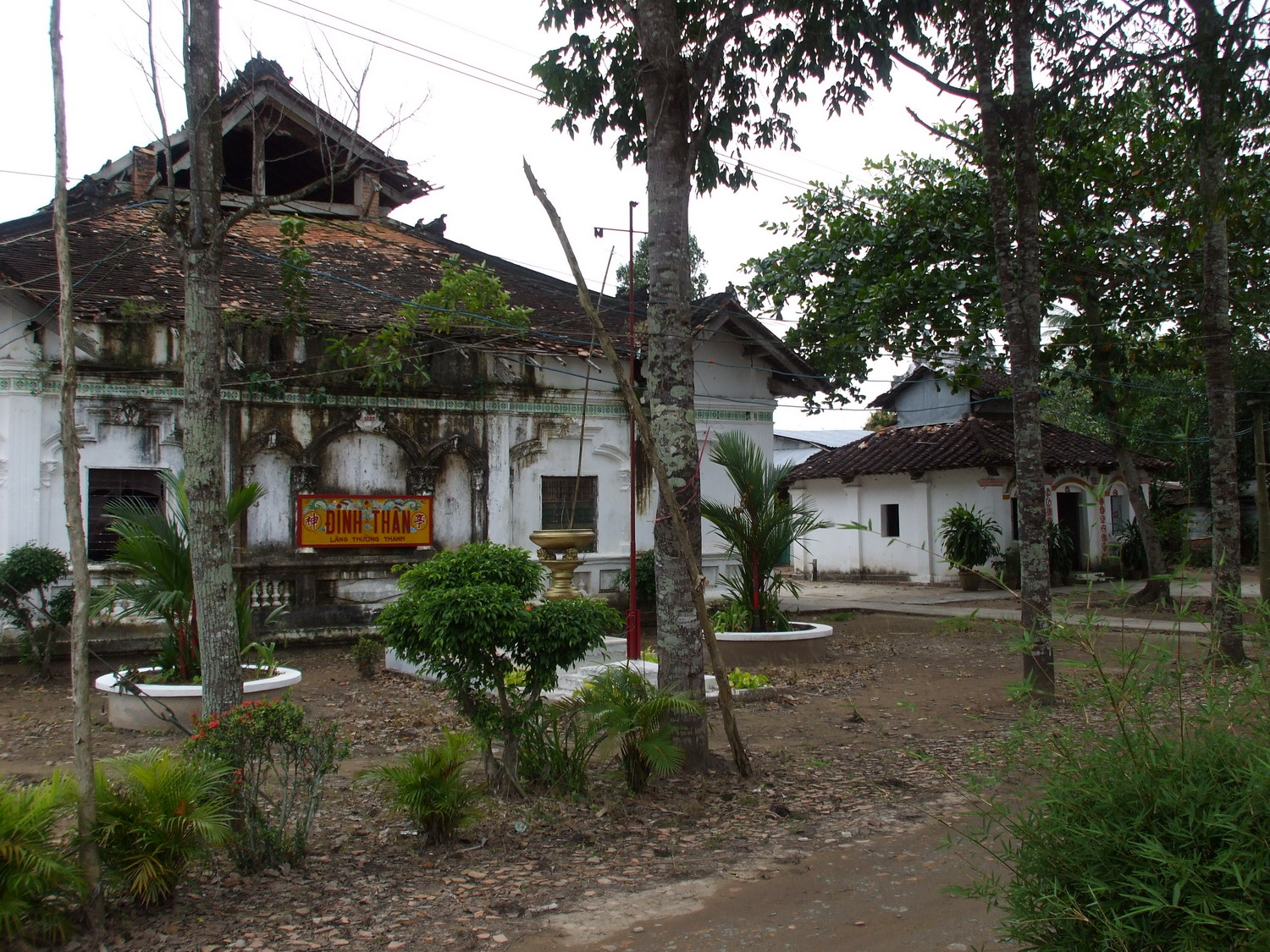
Đình làng Thường Thạnh ở quận Cái Răng trước đây (ảnh minh họa).

-Từ ý thức biết ơn, biểu dương các người có công giữ nước, dựng làng.
-Từ ý thức hiếu nghĩa đối với tổ tiên.
-Từ ý thức nhớ về cội nguồn vẻ vang.
-Từ ý niệm thiêng liêng phong sắc cho thần.
-Từ ý niệm thờ thần gắn với không gian nghề nghiệp.

## Thực trạng
Hiện nay nhiều nơi ở Nam Bộ, vì nhiều nguyên nhân, một số đình làng đã bị xuống cấp nghiêm trọng, nhưng việc trùng tu thật chậm chạp vì thiếu kinh phí. Một số khác tuy được trùng tu, nhưng vì một lý do nào đó, ngôi đình đã được làm mới hoàn toàn bằng vật liệu hiện đại, nên đã mất đi ít nhiều cái hồn di sản của cha ông. Thứ nữa, ngoại trừ những ngày có lễ tế; những ngày còn lại, do dân làng ít lui tới, nên sau này cửa đình gần như khép kín quanh năm. Vì sao mối gắn bó giữa đình làng với người dân làng không còn được như xưa nữa, vấn đề này rất cần những công trình nghiên cứu để tìm ra câu trả lời và biện pháp cứu vãn...